# Марко Мићовић
Марко Мићовић (Бели Лихвар),  је српски манекен и књижевник рођен у Београду 1990. Млађи је брат манекена Милоша Мићовића. Пореклом је из Београда. Нема везе са истоименим моделом и фитнес тренером. Марко Мићовић  је дипломирао индустријско инжењерство са информатиком на Високој Техничкој Школи Струковних Студија Београд, Универзитета у Београду 2012-e године. Завршава мастер студије на Академији Техничких Струковних Студија Београд, Универзитета у Београду 2023. Члан је Удружења Књижевника Србије (УКС) од 2018.

## Каријера
По занимању је струковни мастер инжењер машинства, дипломирао је 2023. године са радом Примена беспилотних летелица у цивилне сврхе. Професионално се бавио моделингом неколико година, а помало и глумом. Ради у банци „Банка Поштанска Штедионица“.
Био је Мистер Србије 2016. године и представљао Србију на такмичењу Мистер Универзум, а као модел појавио се у спотовима великог броја певачица. Поред манекенства бави се глумом и писањем, објавио је једна роман,  две збирке прича и  једну књигу поезије. Члан је Удружења књижевника Србије.
Глумио је лик техничара Драгана Митића у серији Ургентни центар. Такође се појавио као фудбалер у серији Династија и као Ђокара у документарној емисији Досије.

## Дела
- Зб(и)рка - поезија (2017)
- Црно црни - роман (2018)[4]
- Мале приче нису градске - приповетке (2019)
- Сликовите приче - кратка проза (2024)[5]

## Видеографија
- Кад ме не буде (2014) Бојана Бјелића
- Како после мене (2016) Николије
- Ја те срећом частим (2017) Лексингтон бенда
- Браво срећо браво (2017) Катарине Живковић
- Мене чува бог (2018) Александре Дабић